# Фитнес (телесериал)
«Фи́тнес» — российский комедийно-драматический телесериал, производства компании Yellow, Black and White.

## Сюжет
Главным героем сериала является Ася — полная девушка, которая готовится к свадьбе. Однако в день свадьбы происходит событие, полностью перевернувшие ход событий — жених Аси, попытавшись поднять её на глазах друзей, не выдерживает её веса и она падает на него. Всё это становится причиной ссоры, из-за которой Ася узнаёт что её жених недоволен её фигурой, а лучшие подруги не стесняются злословить о пышных формах за её спиной. Ася решает пойти заниматься в фитнес-клуб. Однако занятия ей не по карману. Выход один — устроиться в клуб на работу. Так у Аси появляется новая цель и работа. Лёшу, своего бывшего жениха, она бросает, но он пытается вернуть её, и, в конце концов, тоже устраивается на работу в этот фитнес-клуб. Тем временем Ася влюбляется в Борю, парня с которым она переспала в ночь, когда поссорилась с Лёшей и подругами. Их любовь будет главной сюжетной линией на протяжении всего сериала.

## История создания
Премьера сериала состоялась 1 октября 2018 года на платформе «Premier», в онлайн-кинотеатре «Start», а 15 октября 2018 года — на телеканале «Супер».
Съёмки серий второго сезона стартовали в феврале 2019 года. Премьера второго сезона состоялась 23 мая 2019 года в онлайн-кинотеатре Start и 23 сентября 2019 года — на телеканале «Супер».
В августе 2019 года стартовали съёмки третьего сезона. Премьера третьего сезона состоялась 10 февраля 2020 года в 21:00 на телеканале «Супер».
Съёмки четвёртого сезона начались 19 июня 2020 года. Премьера нового сезона состоялась на телеканале ТНТ 7 сентября 2020 года, а на телеканале «Супер» — 14 сентября 2020 года.
Съёмки пятого, финального, сезона начались 29 января 2021 года. Премьера сезона состоялась 20 июля 2021 года на онлайн-сервисе PREMIER. 17 августа вышла финальная серия. 21 августа сезон вышел в онлайн-кинотеатре START.

## В ролях

### Основной состав
| Актёр             | Роль |
| ----------------- | --- |
| Софья Зайка       | Ася Аркадьевна Королёва главная героиня, администратор фитнес-клуба «SuperFit»/заместитель директора фитнес-клуба «SuperFit»/директор фитнес-клуба «SuperFit»/совладелица фитнес-клуба «SuperFit», бывшая невеста Лёши и Алекса, жена Бори                        |
| Борис Дергачёв    | Борис (Боря) Борисович Ильин юрист в бизнес-центре/директор фитнес-клуба «SuperFit»/юрист фитнес-клуба «SuperFit»/совладелец фитнес-клуба «SuperFit», бывший муж Евы, муж Аси                                                                                     |
| Михаил Трухин     | Виталий («Витамин») Минеевич Корякин директор фитнес-клуба «SuperFit»/заместитель директора фитнес-клуба «SuperFit»/заместитель министра спорта Московской области/директор фитнес-клуба «SuperFit», бывший военный, возлюбленный/муж Людмилы, отец Марины и Пети |
| Роман Курцын      | Олег Юрьевич Фомин тренер фитнес-клуба «SuperFit», бывший муж Полины |
| Татьяна Храмова   | Полина (Поля) Андреевна Потёмкина старший тренер фитнес-клуба «SuperFit», бывшая жена Олега, бывшая девушка Фила, девушка Марка Олеговича |
| Евгений Михеев    | Рафаэль (Раф) Бычков тренер по танцам, бывший парень Марины, парень Миши |
| Дмитрий Чеботарёв | Владимир (Володя) Михайлович Зайка тренер по йоге, бывший муж Беллы, бывший любовник Лики |
| Марианна Шульц    | Людмила Алексеевна Корякина (Тешкова) врач фитнес-клуба «SuperFit», возлюбленная/жена Виталия Минеевича, мать Пети |
| Светлана Камынина | Белла Ринатовна Файзулина (2—4 сезоны) владелица похоронного бюро, хозяйка фитнес-клуба «SuperFit» (3—4 сезоны), бывшая жена Володи |
| Алексей Демидов   | Алексей (Лёша) Иванович Романюк сержант полиции/водитель директора фитнес-клуба «SuperFit»/администратор фитнес-клуба «SuperFit», бывший жених Аси, парень Лёли                                                                                                   |
| Лёля Баранова     | Марина Витальевна Корякина (1—4 сезоны) администратор фитнес-клуба «SuperFit», дочь Виталия Минеевича, бывшая девушка Рафа |
| Филипп Бледный    | Филипп (Фил) (2, 4 сезоны) массажист фитнес-клуба «SuperFit», бывший парень Полины, был влюблён в неё |
| Илья Глинников    | Игорь (Гарик) Антонов (3 сезон) тренер по боксу фитнес-клуба «SuperFit», чемпион Европы по боксу, друг Олега |
| Софья Донианц     | Ева Рудольфовна Троцкая (4—5 сезоны) психолог, штатный психолог фитнес-клуба «SuperFit» (4 сезон), бывшая жена Бори, девушка Алекса |
| Фэйя Цзоу         | Цзянями (Миша) (5 сезон) тренер по кэндо фитнес-клуба «SuperFit», девушка Рафа |
| Зоя Мансурова     | Лёля (5 сезон) администратор фитнес-клуба «SuperFit», девушка Лёши |
| Александр Шульгин | Алекс Фергюсон (5 сезон) бизнес-коуч, бывший жених Аси, англичанин, парень Евы |
| Николай Шрайбер   | Марк Олегович Фрайбург (5 сезон) владелец бизнес-центра, в котором находится фитнес-клуб «SuperFit», встречается с Полиной |

### Второстепенный состав
| Актёр              | Роль                                                                                                |
| ------------------ | --------------------------------------------------------------------------------------------------- |
| Кристина Кучеренко | Лика (3 сезон) племянница Беллы Ринатовны, бывшая любовница Володи                                  |
| Алексей Карпов     | Вадик (2—4 сезоны) телохранитель Беллы Ринатовны                                                    |
| Елизавета Мартинес | Елизавета де Сильва де Альвэ Фернандес Аруда (Лиза) Гупаленко тренер по плаванию                    |
| Алёна Олькина      | Виктория (Вика) тренер                                                                              |
| Ирина Бякова       | Екатерина мать Аси Королёвой, врач                                                                  |
| Ирина Чипиженко    | Алла Сергеевна Абель постоянная клиентка фитнес-клуба                                               |
| Владимир Максимов  | Кирилл Васильевич (2, 4—5 сезоны) министр спорта Московской области, постоянный клиент фитнес-клуба |
| Пётр Королёв       | Ян Толкачёв (2—5 сезоны) тренер                                                                     |
| Андрей Трушин      | Юрий (Юра) (2—5 сезоны) тренер                                                                      |
| Стефан Бузылев     | Денис (Ден) Краузе (2—5 сезоны) бармен фитнес-клуба                                                 |

## Список сезонов
| Сезон | Сезон | Серии | Период трансляции                  |
| ----- | ----- | ----- | ---------------------------------- |
|       | 1     | 20    | 15 октября — 15 ноября 2018 года   |
|       | 2     | 20    | 23 сентября — 23 октября 2019 года |
|       | 3     | 20    | 10 февраля — 9 марта 2020 года     |
|       | 4     | 20    | 7 — 10 сентября 2020 года          |
|       | 5     | 20    | 20 июля — 17 августа 2021 года     |